# Matthäus Carl

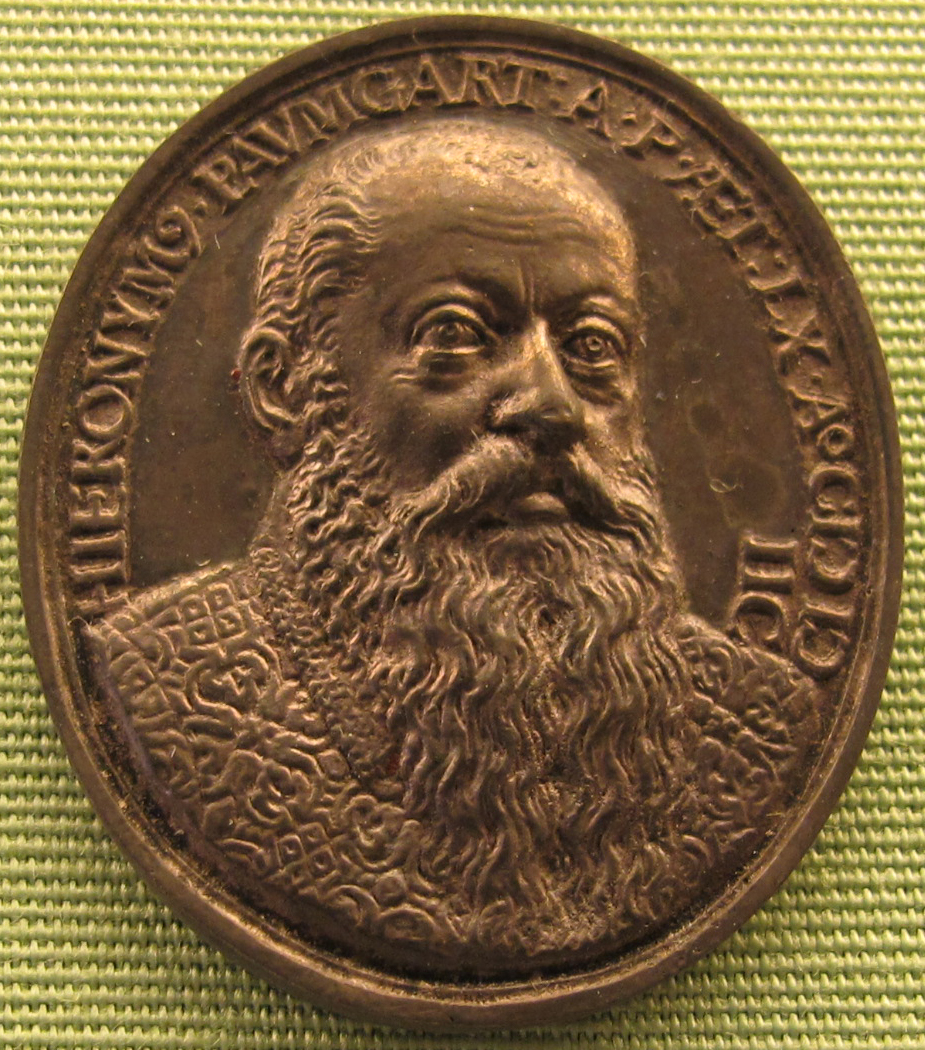
Hieronymus Paumgartner medaille (1598)

Matthäus Carl, gelegentl. auch Mathias Carl (* wahrscheinlich um 1550 in Augsburg; † 1609 in Amberg) war ein deutscher Goldschmied und Medailleur. Signatur MC
Carl kam um 1580 nach Nürnberg, wo er bereits 1585 den Meisterbrief der Goldschmiedezunft verliehen bekam. Im selben Jahr konnte Carl auch den Bürgerbrief erwerben.
1587 berief Kurfürst Christian I. mit Erlaubnis des Nürnberger Rates Carl als Goldschmied an seinen Hof. Ebenfalls mit Zustimmung der Stadt Nürnberg gestaltete und prägte Carl 1597 für den Fürstbischof von Würzburg, Julius Echter von Mespelbrunn, 300 Goldgulden. Auch für Kurfürst Friedrich IV. und dessen Statthalter in Oberpfalz, Fürst Christian I., führte Carl ähnlich Aufträge aus.
Mit den Einnahmen dieser Aufträge kaufte sich Carl als stiller Teilhaber in Fichtelberger und oberpfälzische Bergwerke ein. 1603 zog sich Carl ins Privatleben zurück und ließ sich in Amberg nieder. Dort starb er 1609 im Alter von nicht ganz 60 Jahren.